# Edward Augustus Ackerman
Edward  Augustus  Ackerman  (Idaho, 1911-Washington, 1973) fue un geógrafo destacado y un referente importante en la gestión de recursos hídricos de Estados Unidos.  Fue miembro de comités y grupos asesores en temas relacionados con los recursos naturales, crecimiento poblacional,  el medio ambiente y la conservación.  A lo largo de su carrera hizo especial énfasis en la necesidad de una gestión sustentable de los recursos naturales.
Un elemento clave del pensamiento de  Ackerman es la idea de sistema y la interacción entre las personas y la naturaleza. Según Ackerman  “el objetivo de la geografía es nada menos que comprender el gran sistema que abarca a la humanidad y su medio ambiente en la superficie de la Tierra”.

## Biografía
Ackerman nació en Ohio y era huérfano. Cursó estudios secundarios en la escuela Coeur D’Alene, y en 1930 ganó una beca para estudiar en la Universidad de Harvard. En su primer año en Harvard su talento es descubierto por Derwent Whittlesey quien era profesor de Geografía Humana en el Departamento de Geología y Geografía de Harvard. Whittlesey se convierte en profesor, mentor y promotor de Ackerman, y supervisa su tesis de doctorado la cual finaliza en 1939. Posteriormente Ackerman se desempeñó como profesor en Harvard desde 1940 hasta 1948.
Durante la Segunda Guerra Mundial Ackerman fue contratado por el Coordinator Of Information (COI), una dependencia que sería la antecesora directa de la Office of Strategic Services (OSS) (que a su vez luego daría origen a la CIA).  Desde allí  colaboró con el esfuerzo militar inicialmente trabajando en la Sección de Informes Geográficos en la División Geográfica. Ackerman era responsable de planificar y dirigir la preparación de documentos que aportaban información de inteligencia sobre regiones de los diversos entornos geográficos en los que se desarrollaba la guerra, incluyendo evaluación de playas para desembarcos de tropas y hasta el grado de empatía y preferencias políticas y sociales de los residentes de los sitios por los que se desplazaría el ejército de Estados Unidos.  A partir de 1942 fue designado Jefe de la subdivisión de Inteligencia Topográfica de la División Europa-África de la OSS.  Los Informes Geográficos cuya preparación supervisó, fueron base de lo que después serían los Joint Army Navy Inteligence Surveys (JANIS) y posteriormente se transformarían en el CIA World Factbook.
Al producirse la ocupación de Japón en septiembre de 1945 por parte de Estados Unidos, se le encarga a Ackerman la elaboración de políticas de desarrollo y gestión de recursos para Japón; tarea que desempeña en el periodo 1946 a 1948 como miembro del National Resources Committee (NRS). Entre las actividades que desarrolla el NRS se destaca la redistribución de tierras de cultivo, ya que hasta finales de 1945 la agricultura en Japón consistía de un sistema básicamente feudal en el cual los campesinos pobres debían arrendar la tierra que trabajaban. Como resultado de la política de redistribución un tercio de las tierras cambiaron de propietarios.
Desde  1952 a 1954 fue vice director general  del Tennessee Valley Authority, siendo director del programa Recursos Hídricos para el Futuro entre 1954 y 1958. A partir de 1958 y hasta su muerte se desempeñó como director del Instituto Carnegie.

## Obras destacadas
- Geography as a fundamental research discipline, Ackerman, Edward A ,The University of Chicago Press, Department of Geography, Research Paper, nø 53, Chicago,1958.
- The Science of Geography, Ackerman, Edward A ,Informe para la National Academy of Science-National Research Council of the United States, Washington, D.C.,1965.
- Ackerman, Edward A. 1963. Where is a Research Frontier? Annals of the Association of American Geographers 53: 429-440.
- Ackerman, E.A. 1946. Japan: Have or have not nation? in Japan’s Prospect, ed., D.G. Harris, 25–41. Cambridge, MA: Harvard University Press.
- Ackerman, E.A. 1946. The industrial and commercial prospect, in Japan’s Prospect, ed., D.G. Harris, 175–205. Cambridge, MA: Harvard University Press.
- Ackerman, E.A. 1953. Japan’s Natural Resources and their Relation to Japan’s Economic Future. Chicago, IL: Chicago University Press.